# Acutaspis oliveirae
Acutaspis oliveirae är en insektsart som först beskrevs av Ernest Lepage och Giannotti 1942.  Acutaspis oliveirae ingår i släktet Acutaspis och familjen pansarsköldlöss. Inga underarter finns listade i Catalogue of Life.